# Gmina Sundsvall
Gmina Sundsvall (szw. Sundsvalls kommun) – gmina w Szwecji, w regionie Västernorrland, z siedzibą w Sundsvall.
Pod względem zaludnienia Sundsvall jest 14. gminą w Szwecji. Zamieszkuje ją 93 707 osób, z czego 50,28% to kobiety (47 119) i 49,72% to mężczyźni (46 588). W gminie zameldowanych jest 2876 cudzoziemców. Na każdy kilometr kwadratowy przypada 29,2 mieszkańca. Pod względem wielkości gmina zajmuje 26. miejsce.